# Parafia Wniebowzięcia Najświętszej Maryi Panny w Kobiórze
Parafia Wniebowzięcia NMP w Kobiórze – rzymskokatolicka parafia w Kobiórze, w dekanacie Tychy Nowe, istniejąca od 1 kwietnia 1919 roku. 

## Historia
Pierwotnie Kobiór należał do znacznie oddalonej parafii w Pszczynie. Z powodu odległości mieszkańcy Kobióru starali się o budowę nowego kościoła od 1884 roku. 
Kościół parafialny budowany w latach 1911–1912 poświęcono w 1912 roku, a w latach 90. XX wieku zbudowano także kaplicę mszalną pw. św. Antoniego z Padwy, pobłogosławioną 23 grudnia 1999 roku przez arcybiskupa Damiana Zimonia.
W 2009 roku rozpoczęto budowę domu parafialnego.